# Boiga wallachi
Boiga wallachi е вид змия от семейство Смокообразни (Colubridae).

## Разпространение
Видът е разпространен в Индия (Никобарски острови).

## Описание
Популацията на вида е стабилна.